# Marea Sulu

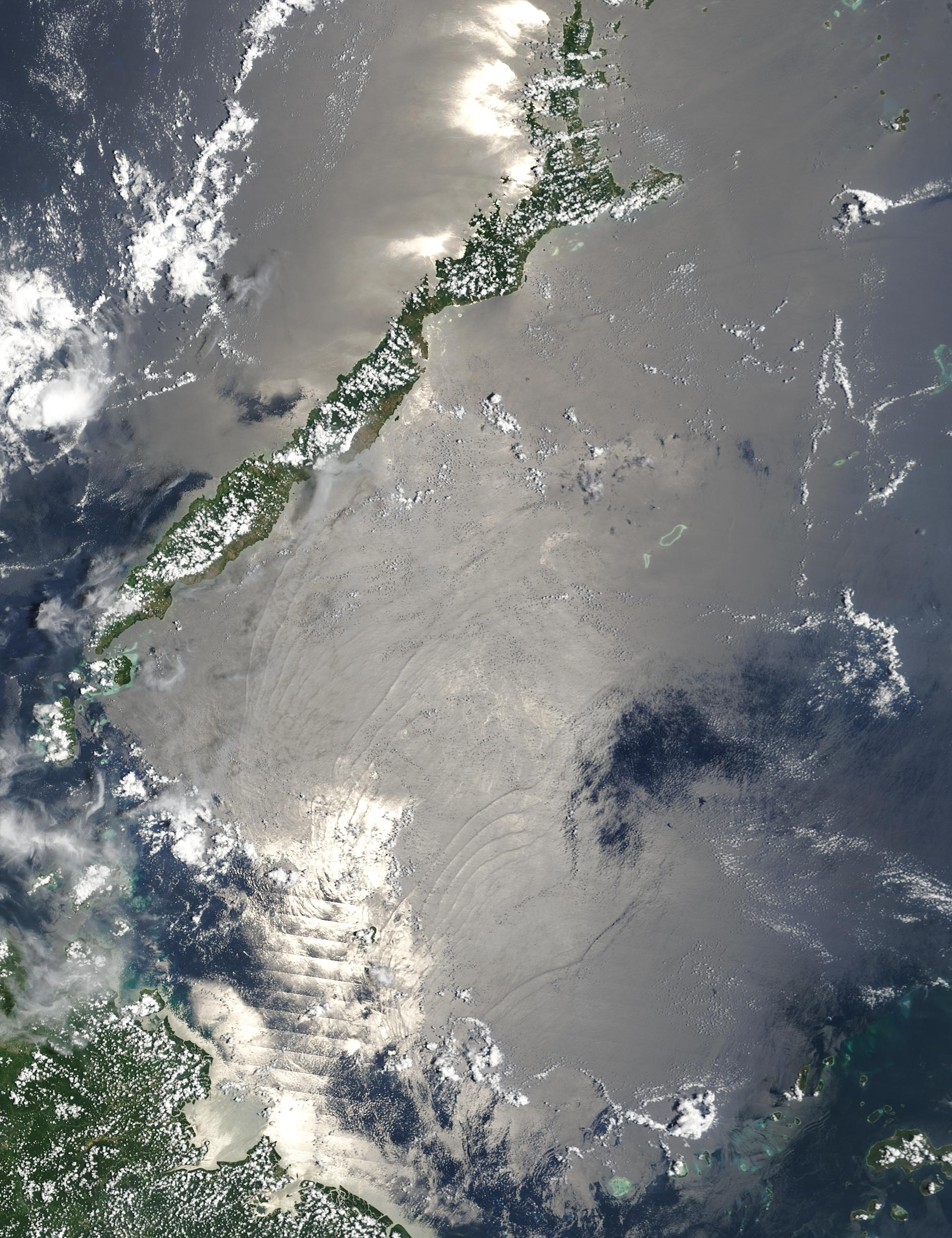
Imagine de satelit a Mării Sulu. Se observă insula Palawan în colțul din dreapta sus al imaginii și o parte din insula Borneo în colțul din stânga jos.

Marea Sulu sau Marea Jolo este o mare situată în sud-vestul Filipinelor, având o suprafață de 348.000 km² și o adâncime maximă de 1.000 de metri. Ea este delimitată în nord-vest de către insula Palawan care o separă de Marea Chinei de Sud, iar în sud-est este delimitată de Arhipelagul Sulu care o desparte de Marea Celebes. Borneo se află în sud-vestul mării Sulu, iar arhipelagul Visayas se găsește în nord-est.

## Geografie
Numeroase insule se află în Marea Sulu. Din punct de vedere politic, provincia filipineză Sulu, care coincide cu arhipelagul Sulu, este formată din aproximativ 400 de insule care se întind de la Peninsula Zamboanga la Borneo. Regiunea este bogată în lemn, dar principalul domeniu economic este pescuire]a și producția de perle. 

## Clima
Clima mării Sulu este influențată de muson: între iunie și octombrie musonul vine din sud-vest, iar din decembrie în iunie bate din nord-est. Temperatura medie la suprafață oscilează între 26 și 27 °C. Luna februarie este cea mai rece, iar temperaturile cele mai ridicate se înregistrează între mai și august. Perioada caldă este însoțită de o umiditate a aerului de aproximativ 86%. Umiditatea cea mai scăzută se înregistrează din luna ianuarie până în aprilie.